# ESO 148-2
ESO 148-2 è una coppia di galassie interagenti situata in direzione della costellazione del Tucano alla distanza di 587 milioni di anni luce dalla Terra.
Le immagini di ESO 148-2 ci mostrano un'area centrale costituita dai due nuclei galattici in via di fusione, dalla quale si dipartono e due code mareali di stelle e gas che si estendono nelle direzioni opposte, come a ricordare le ali spiegate di un uccello.
ESO 148-2 è una delle galassie più luminose all'infrarosso attualmente conosciute.